# Televisietoren van Jerevan

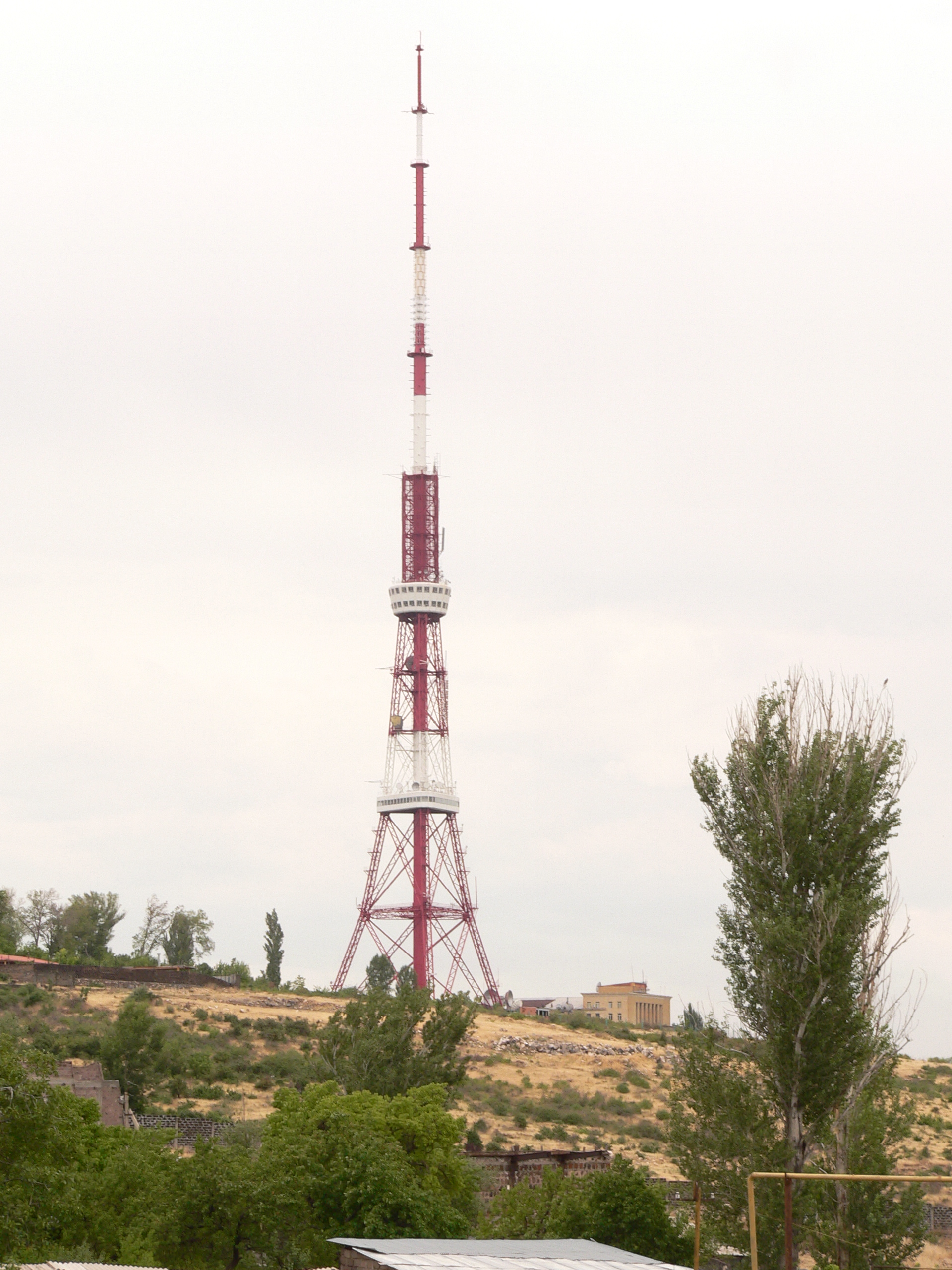
Televisietoren van Jerevan van Erevan gezien vanaf de snelweg

De televisietoren van Jerevan is een 311,7 meter hoge televisietoren op de Nork-heuvel ten zuidoosten van Jerevan, de hoofdstad van Armenië. De constructie, gebouwd tussen 1974 en 1977 ter vervanging van de oude 180 m hoge toren, is het hoogste gebouw in Armenië.
De toren werd van 1974 tot 1977 in de plaats van een te vervangen 180 meter hoge televisietoren gebouwd. De operator van de toren is de nationale televisiezender ARMTV en het zendgebied omvat grote delen van het Araratdal. De toren is niet toegankelijk voor publiek.